# Disorder in the Court
Disorder in the Court (br.: Papagaiadas) é um filme curta-metragem estadunidense de 1936, dirigido por Preston Black. É o 15º de um total de 190 filmes da série com os Três Patetas produzida pela Columbia Pictures entre 1934 e 1959.

## Enredo
Os Três Patetas são as principais testemunhas no julgamento por assassinato no qual a acusada do crime é sua amiga e parceira Gail Tempest (Suzanne Kaaren) que trabalha como dançarina no Café Black Bottom onde eles são músicos. A vítima é Kirk Robin (de "Who Killed Cock Robin?", verso de uma cantiga folclórica em inglês).
Moe, Larry e Curly são chamados para testemunhar mas não estão no recinto. O advogado de defesa (Bud Jamison) vai atrás deles e os encontra disputando uma partida de jogo da velha no chão de um corredor. Chegando ao recinto, Curly é levado até a cadeira das testemunhas, mas não consegue explicar o que aconteceu ao juiz, por usar uma linguagem repleta de gírias e expressões populares. Então, ele e os dois companheiros propõem à Corte fazerem uma reconstituição do que viram. Larry toca violino, Moe uma gaita e Curly faz sons com colheres (que depois troca por um contrabaixo). Gail tira sua saia e fica com sua vestimenta de dançarina, iniciando seu número de dança e surpreendendo o júri.
O número musical acaba quando Larry confunde uma peruca com uma tarântula; Moe pega o revólver do guarda e atira na peruca, causando um pandemônio na Corte. Quando as coisas se acalmam,  Moe e Curly reencenam o assassinato (com Curly fazendo o papel da vítima que teve a cabeça esmagada numa prensa de papéis). O advogado de acusação não se convence, pois Gail foi encontrada na cena do crime em poder de um revólver. Então, Curly pega a arma em questão e puxa o gatilho com toda a sua força, para contradizer essa acusação - e claro, causa outro pandemônio. Um papagaio que também estava na cena do crime começa a falar: "Procurem a carta" - e Moe percebe que uma mensagem está amarrada em um dos pés da ave. Ao ser aberta a gaiola para pegarem a mensagem, o papagaio escapa voando e, para apanhá-lo, Curly pega a mangueira de incêndio do tribunal e o molha (e a todos os presentes) para que a ave não consiga manter-se em voo. Assim, os Patetas conseguem apanhar o papagaio e Moe lê a mensagem que é uma confissão do verdadeiro assassino, chamado Buck Wing, provando a inocência de Gail.

## Notas

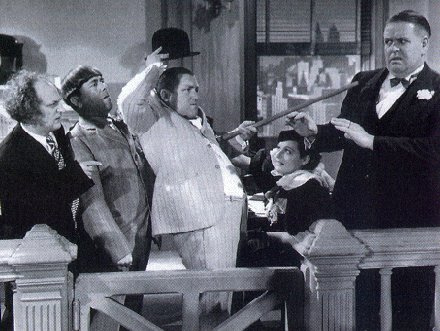
Da esquerda para a direita: Larry, Moe, Curly, Gail e o advogado de defesa.

## Cultura popular

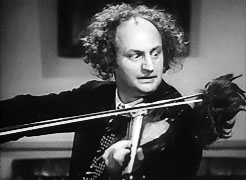
Momento em que Larry vê a peruca e a confunde com uma tarântula

- O criminoso é um dançarino chamado Buck Wing, referência a uma dança comum em vaudeville e minstrel shows.[1]
- A clássica sequência ("tire seu chapéu!", "erga a mão direita", "jure com a esquerda sobre a bíblia") foi quase inteiramente tirada de uma cena de Buster Keaton em Sidewalks of New York (1931), dirigido pelo veterano produtor dos Patetas Jules White.[1]
- Moe e Larry adotam em uma fala um estilo similar ao usado por Groucho Marx em Horse Feathers:

Moe: "Ora, ora, o que vem depois de 75?"
Larry: "76!"
Moe: "Gostei de ver!"